# 펠릭스 르브룅
펠릭스 르브룅(프랑스어: Félix Lebrun, 프랑스어 발음: [feliks lə.bʁœ̃] ( 듣기), 2006년 9월 12일~)은 프랑스의 탁구 선수이다. 2024년 하계 올림픽 탁구 남자 단식과 남자 단체전 종목에서 동메달을 획득했다.